# Беон (Ен)
Беон (фр. Béon) је насељено место у Француској у региону Рона-Алпи, у департману Ен (Рона-Алпи).
По подацима из 2011. године у општини је живело 401 становника, а густина насељености је износила 38,93 становника/km².

## Демографија
| 1962. | 1968. | 1975. | 1982. | 1990. | 2011. |
| ----- | ----- | ----- | ----- | ----- | ----- |
| 313   | 298   | 345   | 346   | 348   | 401   |